# Европейский маршрут E201
Европейский маршрут E201 (N8) — автомобильный европейский автомобильный маршрут категории Б, соединяющая в Ирландии, города Корк и Порт-Лиише. Дорога N8 - это главная национальная дорога в Ирландии, соединяющая Корк с Дублином по автомагистрали M7. 
N8 классифицируется ООН как европейский маршрут E 201 (ранее E200), и является частью Трансъевропейской международной сети автомобильных дорог категории Е.
Дорога является стандартной автомагистралью от 19 перекрестка на трассе М7 до развязки Данкеттл в городе Корк обозначается как автомагистраль М8. Отсюда маршрут продолжается в центр города и заканчивается на дороге N22 на улице Святого Патрика. 
Автомагистраль M8 была завершена в мае 2010 года, заменив участки старой N8 с одной проезжей частью и обойдя все города на главной дороге Корк - Дублин. Теперь можно добраться из Корка в Дублин по N8 примерно за 2 часа 30 минут. Маршрут начинается чуть южнее Портлауаза и достигает Корка через Мидлендс и проходя Золотую долину Ирландии, через графства Лауа, Килкенни, Типперери, Лимерик и Корк.

## История дороги Дублин - Корк
В начале XVII века, конные повозки перемещались из Дублина в Корк через города Килкаллен, Карлоу, Килкенни, Клонмел, Ардфиннан, Клогин, Баллипорин, Килворт и ферму Раткормак. Большая часть маршрута N8/R639 была построена для соединения Мидлендс с южным Типперери и северным графством Корк в рамках строительства ирландской магистрали в середине XVIII века. Тем не менее, некоторые участки намного старше, отрезки между Корком и фермой Кашелем, Каиром, Дарроу и Аббейле были построены до 1714 года, строительство этих конкретных участков пока не датировано.

## Маршрут
- Ирландия
  - E30 Корк
  - E20 Порт-Лиише